# Santa Esmeralda

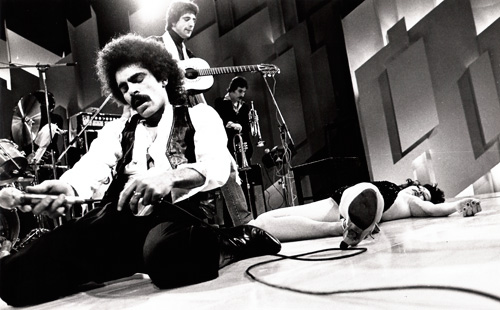
Jimmy Goings, 1979

Santa Esmeralda war ein hauptsächlich während der Disco-Ära der 1970er Jahre weltweit erfolgreiches Studioprojekt der französischen Komponisten und Produzenten Nicolas Skorsky und Jean-Manuel de Scarano mit wechselnden Studiomusikern und Sängern.

## Erfolge
Für ihre erste und erfolgreichste Produktion 1977 Don’t Let Me Be Misunderstood samt der darauffolgenden, gleichnamigen LP, engagierten sie den aus Massachusetts, USA stammenden Sänger und Saxophonisten Leroy Gomez (auch Leroy Gómes), der nach einer Europa-Tournee mit den Tavares und Studioaufnahmen zu Elton Johns 1973er Album Goodbye Yellow Brick Road in Paris geblieben war. 
Mit stampfendem Flamenco-Rhythmus, von José Souc gespielter spanischer Gitarre und einer treibenden Bläser-Sektion verwandelten sie den eher getragenen, früh-psychedelischen Animals-Klassiker in eine kraftvolle, schillernde Tanzhymne nicht nur für Europas Tanzpaläste. Auf der LP nehmen Don’t Let Me Be Misunderstood und die dazugehörige Esmeralda Suite mit rund 16 Minuten Länge die gesamte erste Seite ein. Auf Seite 2 befinden sich drei Titel, unter anderem eine Coverversion von Van Morrisons Gloria und die von Gomez getextete Ballade You’re My Everything.
Die als Santa Esmeralda starring Leroy Gomez veröffentlichte Single konnte sich weltweit in den Hitparaden platzieren. In Deutschland (acht Wochen) und Österreich (vier Wochen) erreichte sie Platz 1, in der Schweiz Rang 4, in den USA Platz 15, und in Kanada kam sie bis auf Platz 10. Das auf Philips / Puma erschienene, gleichnamige Album belegte ebenfalls acht Wochen lang den ersten Platz in Deutschland und wurde mit Platin ausgezeichnet, was zu jener Zeit einem Verkauf von mindestens 500.000 Tonträgern entsprach.
Auf der Ende 1977 erschienenen Discoversion von The House of the Rising Sun, ebenfalls ein Klassiker der Animals aus den 1960er Jahren, hatte Jimmy Goings den Leadgesang übernommen. Die Single konnte den Erfolg von Don’t Let Me Be Misunderstood nicht wiederholen und kam in Deutschland nur noch auf Platz 27. Dennoch veröffentlichte das Produzententeam Skorsky / de Scarano mit Goings als Leadsänger bis Anfang der 1980er Jahre noch einige zum Teil gut besprochene Alben, wie Another Cha-Cha von 1979, auf dem erstmals nur eigene Kompositionen enthalten sind. 1978 nahmen sie für den Soundtrack des Kinofilms Thank God It’s Friday (deutscher Titel: Gottseidank, es ist Freitag) den Instrumentaltitel Sevilla Nights auf.
In Deutschland wurde der Rhythmus-Teil von Don’t Let Me Be Misunderstood Ende der 1970er bis Mitte der 1980er Jahre in der ARD Sportschau als Jingle und Hintergrundmusik für das „Tor des Monats“ benutzt. Quentin Tarantino verwendete den Song in seinem Film Kill Bill als Hintergrundmusik für eine Schlüsselszene, ein Schwertgefecht zwischen der Braut (Uma Thurman) und O-Ren Ishii (Lucy Liu) und verhalf ihm so im Jahr 2003 zu erneuter Popularität.

## Diskografie

### Studioalben
| Jahr | Titel                         | Höchstplatzierung, Gesamtwochen/‑monate, AuszeichnungChartplatzierungen (Jahr, Titel, Platzierungen, Wochen/Monate, Auszeichnungen, Anmerkungen) | Höchstplatzierung, Gesamtwochen/‑monate, AuszeichnungChartplatzierungen (Jahr, Titel, Platzierungen, Wochen/Monate, Auszeichnungen, Anmerkungen) | Höchstplatzierung, Gesamtwochen/‑monate, AuszeichnungChartplatzierungen (Jahr, Titel, Platzierungen, Wochen/Monate, Auszeichnungen, Anmerkungen) | Höchstplatzierung, Gesamtwochen/‑monate, AuszeichnungChartplatzierungen (Jahr, Titel, Platzierungen, Wochen/Monate, Auszeichnungen, Anmerkungen) | Höchstplatzierung, Gesamtwochen/‑monate, AuszeichnungChartplatzierungen (Jahr, Titel, Platzierungen, Wochen/Monate, Auszeichnungen, Anmerkungen) | Anmerkungen                                                      |
| Jahr | Titel                         | DE | AT | CH | UK | US | Anmerkungen                                                      |
| ---- | ----------------------------- | --- | --- | --- | --- | --- | ---------------------------------------------------------------- |
| 1977 | Don’t Let Me Be Misunderstood | DE1 Platin · (24 Wo.)DE | AT2 (6 Wo.)AT | — | — | US25 Gold · (23 Wo.)US | Santa Esmeralda starring Leroy Gomez                             |
| 1978 | The House of the Rising Sun   | DE24 (4 Wo.)DE | AT4 (3 Mt.)AT | — | — | US41 (14 Wo.)US | Erstveröffentlichung: 1977 Santa Esmeralda starring Jimmy Goings |
| 1978 | Beauty                        | — | — | — | — | US141 (6 Wo.)US | Santa Esmeralda starring Jimmy Goings                            |

grau schraffiert: keine Chartdaten aus diesem Jahr verfügbar
Weitere Studioalben
- 1979: Another Cha-Cha / C’est magnifique (starring Jimmy Goings)
- 1980: Don’t Be Shy Tonight (starring Jimmy Goings)
- 1981: Hush (starring Jimmy Goings)
- 1982: Green Talisman (mit Jimmy Goings)
- 2000: Don’t Let Me Be Misunderstood (feat. Leroy Gomez)
- 2002: Lay Down My Love (mit Leroy Gomez)
- 2004: The Greatest Hits (mit Leroy Gomez)

### Kompilationen
- 1978: The Best of Santa Esmeralda
- 1987: Best of Santa Esmeralda
- 1993: The Greatest Hits
- 1994: The Best of Santa Esmeralda – You’re My Everything
- 2000: Presents Spanish Disco Nights (Santa Esmeralda feat. Leroy Gomez)
- 2003: Best of Santa Esmeralda
- 2004: I successi
- 2005: Hasta luego
- 2005: Gloria

### Singles
| Jahr | Titel Album                                                                   | Höchstplatzierung, Gesamtwochen/‑monate, AuszeichnungChartplatzierungen (Jahr, Titel, Album, Platzierungen, Wochen/Monate, Auszeichnungen, Anmerkungen) | Höchstplatzierung, Gesamtwochen/‑monate, AuszeichnungChartplatzierungen (Jahr, Titel, Album, Platzierungen, Wochen/Monate, Auszeichnungen, Anmerkungen) | Höchstplatzierung, Gesamtwochen/‑monate, AuszeichnungChartplatzierungen (Jahr, Titel, Album, Platzierungen, Wochen/Monate, Auszeichnungen, Anmerkungen) | Höchstplatzierung, Gesamtwochen/‑monate, AuszeichnungChartplatzierungen (Jahr, Titel, Album, Platzierungen, Wochen/Monate, Auszeichnungen, Anmerkungen) | Höchstplatzierung, Gesamtwochen/‑monate, AuszeichnungChartplatzierungen (Jahr, Titel, Album, Platzierungen, Wochen/Monate, Auszeichnungen, Anmerkungen) | Anmerkungen                                                                   |
| Jahr | Titel Album                                                                   | DE | AT | CH | UK | US | Anmerkungen                                                                   |
| ---- | ----------------------------------------------------------------------------- | --- | --- | --- | --- | --- | ----------------------------------------------------------------------------- |
| 1977 | Don’t Let Me Be Misunderstood / Esmeralda Suite Don’t Let Me Be Misunderstood | DE1 (24 Wo.)DE | AT1 (5 Mt.)AT | CH4 (12 Wo.)CH | UK41 (5 Wo.)UK | US15 (19 Wo.)US | Erstveröffentlichung: 30. September 1977 Santa Esmeralda starring Leroy Gomez |
| 1978 | The House of the Rising Sun / Quasimodo Suite The House of the Rising Sun     | DE27 (7 Wo.)DE | AT13 (1 Mt.)AT | — | — | US78 (3 Wo.)US | Erstveröffentlichung: 7. Januar 1978                                          |

Weitere Singles
- 1977: You’re My Everything
- 1978: Learning the Game
- 1978: Another Cha-Cha
- 1980: C’est magnifique (feat. Jimmy Goings)
- 1980: Don’t Be Shy Tonight (feat. Jimmy Goings)
- 1981: Hush
- 1982: Green Talisman (mit Jimmy Goings)
- 1982: You’re My Everything
- 1982: Medley Non Stop
- 1986: Don’t Let Me Be Misunderstood (New Original Version 86)
- 1990: Don’t Let Me Be Misunderstood – 90’s Remixes
- 1993: Don't Let Me Be Misunderstood – Understood Mix (Remix 93)
- 1994: Don’t Let Me Be Misunderstood – Remix ’94
- 1997: Don’t Let Me Be Misunderstood + Esmeralda Suite (97 Rmx)
- 2000: Don’t Let Me Be Misunderstood Remix 2000

## Auszeichnungen für Musikverkäufe
| Goldene Schallplatte - Frankreich - 1977: für die Single Don’t Let Me Be Misunderstood - 1978: für das Album The House of the Rising Sun - Hongkong - 1979: für das Album Don’t Let Me Be Misunderstood | Platin-Schallplatte - Frankreich - 1982: für das Album Don’t Let Me Be Misunderstood |

Anmerkung: Auszeichnungen in Ländern aus den Charttabellen bzw. Chartboxen sind in ebendiesen zu finden.
| Land/RegionAuszeichnungen für Musikverkäufe (Land/Region, Auszeichnungen, Verkäufe, Quellen) | Gold     | Platin     | Verkäufe  | Quellen           |
| -------------------------------------------------------------------------------------------- | -------- | ---------- | --------- | ----------------- |
| Deutschland (BVMI)                                                                           | —        | Platin1    | 500.000   | musikindustrie.de |
| Frankreich (SNEP)                                                                            | 2× Gold2 | Platin1    | 1.000.000 | infodisc.fr       |
| Hongkong (IFPI/HKRIA)                                                                        | Gold1    | —          | 10.000    | ifpihk.org        |
| Vereinigte Staaten (RIAA)                                                                    | Gold1    | —          | 500.000   | riaa.com          |
| Insgesamt                                                                                    | 4× Gold4 | 2× Platin2 |           |                   |